# Rue Rouska (Lviv)
La rue Rouska (ukrainien: Вулиця Руська) est une voie publique de la ville de Lviv, capitale administrative de l'oblast de Lviv et principale ville de l'ouest de l'Ukraine.

## Situation et accès
La rue Rouska est une voie publique située dans le quartier de la Vieille ville, cité médiévale et centre historique de Lviv. Orientée d'ouest en est, elle débute place Rynok et se termine rue Pidvalna (Вулиця Підвальна). Rue étroite et pavée, elle comporte deux voies de circulation occupées par deux voies de tramway. Du fait de l'étroitesse de la rue, pendant longtemps les tramways ne pouvaient circuler de front.
La rue est parcourue et desservie par la ligne 1, 2 et 9 du tramway de Lviv.

## Sources
- (uk) Cet article est partiellement ou en totalité issu de l’article de Wikipédia en ukrainien intitulé « Вулиця Руська (Львів) » (voir la liste des auteurs).